# 太平洋横断

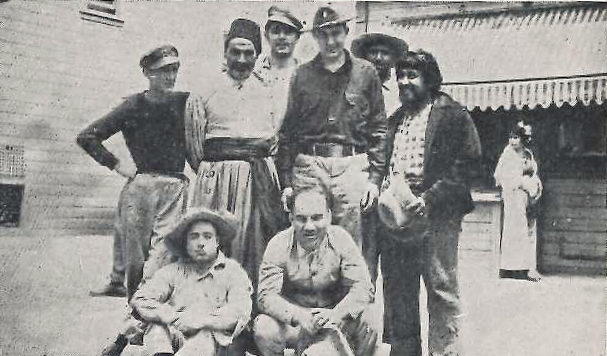
エイブラハム・ジェイコブ・ホランデルスキの自伝に掲載された、撮影現場での集合写真。前列向かって右の座っている人物がホランデルスキ、その真後ろに軍服姿で立っている人物がモンテ・ブルー。

太平洋横断（たいへいようおうだん、Across the Pacific）は、失われた映画とされる、1926年に公開されたアメリカ合衆国の映画で、サイレントの恋愛映画、冒険映画としてワーナー・ブラザースが制作し、ロイ・デル・ルースが監督、モンテ・ブルーが主演を務めた。この作品は、チャールズ・ブレイニー (Charles Blaney) とJ・J・マクロスキー (J. J. McCloskey) による戯曲をもとにしたものである。この戯曲は、本作以前にもドロシー・ダルトン主演で1914年に映画化されていた。確認はされていないが、この映画はヴァイタフォン方式によるサウンドトラック音盤が制作されていたものと思われる。

## あらすじ
ケンタッキー州の青年モントには、幼なじみの恋人クレアがいた。父親が死去した際のモントの振る舞いを快く思わなかったクレアの父マーシュ大佐は、二人の交際を禁じた。絶望したモントは、折から勃発した米西戦争への従軍を志願し、フィリピンへ赴く。戦争は米軍が勝ったものの、アギナルド将軍が率いる勢力は、米軍の駐屯に反対して妨害を続ける。米国人とフィリピン人両方の血を引く女性ロマは、米軍側に従っているが、実はアギナルドに通じていることがわかり、米軍はこれを利用してアギナルドの本拠地を攻略しようと考え、モントに白羽の矢を立て、ロマを誘惑させる。...

## キャスト
以下の配役は、IMDbによる。他のデータベース類に異なった記述があるものについては、注記で示す。
- モンテ・ブルー - モント (Monte)
- ジェーン・ウィントン（英語版） - クレア・マーシュ (Claire Marsh)
- マーナ・ロイ - ロマ (Roma)
- チャールズ・スティーヴンス（英語版） - エミリオ・アギナルド (Emilio Aguinaldo)
- トム・ウィルソン - トム (Tom)
- ウォルター・マグレイル（英語版） - グローヴァー大尉 (Captain Grover)
- ハーバート・プライアー - マーシュ大佐 (Colonel Marsh)[9]
- エドガー・ケネディ（英語版） - ライアン伍長 (Corporal Ryan)
- セオドア・ローチ（英語版） - アギナルドのエージェント (Aguinaldo's Agent)
- 上山草人 - アギナルドのエージェント[7]

また、クレジットはされていないが、20世紀初頭の有名ボクサーであったエイブラハム・ジェイコブ・ホランデルスキが端役で出演しており、彼の自伝『The Life Story of Abe the Newsboy, Hero of a Thousand Fights』（1930年）には、本作の撮影現場で主演のモンテ・ブルーらと一緒に撮った集合写真が掲載されている。